# Ninfa in un paesaggio
La Ninfa in un paesaggio è un dipinto a olio su tela (113x186 cm) di Palma il Vecchio, databile al 1518-1520 e conservato nella Gemäldegalerie a Dresda.

## Descrizione e stile
L'opera deriva iconograficamente dalla Venere di Dresda di Giorgione, tanto che alcuni l'hanno identificata pure come una Venere distesa. In realtà pare che questo lavoro sia ispirato maggiormente al contesto letterario del primo Cinquecento, in particolare ai messaggi moraleggianti contenuti in opere come Gli Asolani di Pietro Bembo. In quest'opera infatti si parla delle donne che nel mondo antico erano considerate alla stregua delle ninfe dei boschi, capaci di incantare gli uomini con un solo sguardo, trascinandoli in un mondo di gioie, ma anche di pene d'amore. Ecco quindi che il corpo languido e sensuale della donna, completamente nuda e sveglia, senza nemmeno un gesto di pudicizia come nella Venere di Urbino di Tiziano, sembra posta ad ostacolo della via tortuosa che si vede nel paesaggio, simbolo di elevazione morale.